# Cooling Flow
Der Cooling Flow (wörtlich „Abkühlungs-Fluss“) existiert im Rahmen der Theorie, dass das Intracluster-Medium ICM (eine Plasmawolke) im Zentrum von Galaxienhaufen sich abkühlt, zusammenzieht und von außen Gas nachströmen lässt, tausende Sonnenmassen pro Jahr.
Die Abkühlung geschieht durch Emission von Röntgen-Bremsstrahlung, deren Leuchtkraft proportional zum Quadrat der Dichte ist. Da die Dichte in Richtung des Zentrums von Galaxienhaufen typischerweise steil ansteigt, ist durch die Abstrahlung die Gastemperatur im Zentrum geringer als in den Außenregionen, typischerweise nur ein Drittel oder die Hälfte. Obwohl die Kompression Wärme freisetzt, ist das theoretische Zeitintervall für die Abkühlung des ICM mit weniger als einer Milliarde Jahren relativ kurz.

## Berechnung
In einem stationären System erhält man die Verlustmasse bzw. den Grad der Abkühlung des Plasmas durch die Formel
{\displaystyle {\dot {M}}={\frac {2}{5}}~{\frac {L\cdot \mu m}{kT}}}
dabei ist
- L die bolometrische, d. h. über das gesamte Spektrum integrierte, Leuchtkraft der abkühlenden Region
- μm die durchschnittliche Molekularmasse
- k die Boltzmann-Konstante
- T die absolute Temperatur der abkühlenden Region.

## Vergleich mit den Beobachtungen
Derzeit muss man davon ausgehen, dass die aufgrund der Theorie eigentlich zu erwartenden enorm hohen Abkühlungsraten in Wirklichkeit sehr viel kleiner sind, da es bisher nur wenige Indizien für die Existenz solcher kalten strahlenden Gase in den meisten Galaxienhaufen gibt. Dies wird als Cooling Flow Problem bezeichnet. Es existieren mehrere Theorien, warum man bisher nur so wenige Indizien findet. Einige davon sind:
- Erwärmung durch den aktiven galaktischen Kern (auch Active Galactic Nucleus, AGN) in Galaxienhaufen, möglicherweise durch Schallwellen (wie man sie z. B. im Perseus-Galaxienhaufen oder dem Virgo-Galaxienhaufen beobachten kann)
- Erwärmung durch kosmische Strahlung
- Wärmeleitung aus den Außenbereichen des Haufens
- Verschwinden der kalten Gase durch Absorption von Materie
- Vermischung der kalten mit wärmerer Materie.

Die Erwärmung durch die aktiven galaktischen Kerne ist dabei die am meisten verbreitete Erklärung, weil diese während ihrer Lebensdauer große Mengen Energie aussenden und weil einige der aufgelisteten Alternativen bereits in ihren eigenen Theorien Probleme aufweisen.

## Videos
- Was ist ein Cooling Flow? aus der Fernseh-Sendereihe alpha-Centauri (ca. 15 Minuten). Erstmals ausgestrahlt am 19. Jan. 2005.